# Десять тысяч карбованцев
Десять тысяч украинских карбованцев  (купоны, купонокарбованцы) — номинал денежных купюр Украины, ходивший на территории страны в 1993—1996 годах.

## Описание
Первые банкноты номиналом 10000 карбованцев были изготовлены британской фирмой «Томас де ла Рю» в 1993 году. В 1995 и 1996 годах банкноты также выпускались на Банкнотно-монетном дворе Национального банка Украины.
Банкноты печатались на белой бумаге. Размер банкнот составляет: длина 125 мм, ширина — 56 мм. Водяной знак — изображение эмблемы НБУ.
На аверсной стороне банкноты в центральной части слева размещено скульптурное изображение князя Владимира Великого с крестом, сделанного по мотивам памятника князю в Киеве. С правой стороны на банкноте содержатся надписи Украина, Купон, 10000 украинских карбованцев, Национальный банк Украины и год выпуска — 1993, 1995 или 1996.
На реверсной стороне банкноты размещено гравюрное изображение Национального банка Украины и в каждом из углов обозначен номинал купюры. Преобладающий цвет на обеих сторонах — светло-зеленый.
Банкноты разных лет выпуска вводились в обращение 9 июня 1993 года, 30 марта 1995 года и 25 июля 1996 года, изъяты — 16 сентября 1996 года.